# Opisthothylax immaculatus
Opisthothylax immaculatus är en groddjursart som först beskrevs av George Albert Boulenger 1903.  Opisthothylax immaculatus ingår i släktet Opisthothylax och familjen gräsgrodor. IUCN kategoriserar arten globalt som livskraftig. Inga underarter finns listade i Catalogue of Life.